# Annelies Boel
Annelies Boel (5 oktober 1986) is een Vlaamse actrice. 

## Biografie
Boel volgde in het secundair onderwijs kunsthumaniora richting woord en drama en voltooide in 2009 een hogeschoolopleiding in de richting musicaltheater aan de Fontys Hogeschool voor de Kunsten in Tilburg. In 2012 nam ze deel aan een acting class On-camera acting intensives aan de Penny Templeton studio’s in New York.
Boel speelde mee in de musicals Tikka is Jarig, Annie, Elisabeth als Fannie Feiferlich, Oliver! als Matron en de K3-musical Alice in Wonderland. In 2011 speelde ze de hoofdrol van Tirzah, zus van Ben Hur in Ben Hur live, de productie werd ook gespeeld in onder meer Italië en Duitsland.
Op televisie had ze rollen in Aspe als Elke Nagels, De neus van Pinokkio als Alice, De zonen van Van As als Iris, Balls of Steel als Nancy Nympho, Familie als Mirthe en Dubbelspel als Mieke Freyant.
Boel vertolkte ook de rol van Simone Berteaut, de boezemvriendin van Édith Piaf, in het theaterstuk Edith en Simone bij Theater Scala in 2015. 
Op 21 oktober 2016 ging Het Zotte Geweld in première in Theater M in Mechelen, een stuk geschreven en geregisseerd door Frans Ceusters over de passionele relatie tussen kunstenaar Rik Wouters, rol van Kristof Goffin, en zijn model Nel Duerinckx, waarin Annelies Boel de rol van Nel vertolkte. Het stuk werd in het seizoen 2016-2017 vertolkt in Vlaamse theaterzalen.
In 2017 was ze te zien in de De Romeo's-langspeelfilm H.I.T. als Barbara, de vriendin van Gunther Levi. Sinds mei 2017 speelt ze een rol als Marieke, een seksueel dienstverlener voor personen met een beperking in Thuis.

## Televisie
- De zonen van Van As (2014) - als Iris
- Familie (2015) - als Mirthe
- Dubbelspel (2016) - als Mieke Freyant
- Allemaal Chris (2017) - als Anneke Van Peel
- Thuis (2017) - als Marieke
- De Kotmadam (2018) - als Zoë
- Lisa (2022) - als coach Jessica

## Filmografie
- Balls of Steel: Belgium (2014) - als Nancy Nympho
- H.I.T. (2017) - als Barbara
- Niemand in de stad (2018) - als stripper Eva